# 哈罗德·杰弗里斯
哈罗德·杰弗里斯爵士（英語：Sir Harold Jeffreys，1891年4月22日—1989年3月18日），英国数学家，统计学家，地球物理学家和天文学家，英國皇家學會院士。

## 生平
他的著作《概率理论》（Theory of Probability）首次出版于1939年，在复兴贝叶斯概率上起到了重要作用。